# Salix rehderiana
Salix rehderiana är en videväxtart som beskrevs av Camillo Karl Schneider. Salix rehderiana ingår i släktet viden, och familjen videväxter. Utöver nominatformen finns också underarten S. r. dolia.